# Бернар Бюффе
Бернар Бюффе (фр. Bernard Buffet; 10 липня 1928, Париж — 4 жовтня 1999, Туртур) — французький художник XX століття, представник мізерабілізму. Течію вважають близькою до філософії екзистенціалізму. Малював пейзажі, побутові картини, натюрморти, біблійні композиції. У пізній період творчості робив проби у скульптурі. Створив свій власний стиль у гравюрі.

## Біографія
Народився у Парижі. Син директора фабрики. Художню освіту здобув у Школі малюнку, де навчався вечорами (у 1943 році) та в паризькій Школі красних мистецтв.
Часто звертався до створення гравюр, працював у різних гравюрних техніках — суха голка та ін. З 1964 року почав робити спроби у скульптурі, куди переніс депресивні мотиви своїх картин.
У похилому віці страждав на хворобу Паркінсона.
4 жовтня 1999 року покінчив життя самогубством.

## Особисте життя
Бюффе був бісексуалом, а його картини відомі своєю гомоеротичною тематикою. Промисловець П'єр Берже був коханцем Бюффе протягом восьми років, з 1950 по 1958 рік, і пізніше згадував, що вони «ніколи не розлучалися на один день». У 1958 році Берже покинув Бюффе заради Ів Сен-Лорана.
12 грудня 1958 року Баффет одружився з письменницею та акторкою Аннабель Швоб. Вони усиновили трьох дітей. Донька Вірджині народилася в 1962 році, донька Деніель — у 1963 році, а син Ніколас — у 1973 році.

## Творчість
Звернув на свою творчість увагу створеними портретами, побутовими картинами та натюрмортами меланхолійного, пригніченого настрою. Виробив особисту манеру — колючі, занадто тонкі фігури, споріднені готичним фігурам соборів раннього середньовіччя Франції. Переніс цю манеру навіть на зображення архітектурних споруд чи скульптур доби французького бароко та класицизму, митці яких давно відкинули субтільність, схематизм, безтілесність готики. Інтер'єри Бюффе підкреслено порожні та несуть відбиток туги та пригніченості.
Створив декілька серій —
- Паризькі пейзажі
- Страсті Христові
- Пейзажі Нью-Йорку
- Птахи
- Божевільні
- Коррида
- Дон Кіхот
- Цирк

### Вибрані твори
- Чоловік з черепом, 1947, Галерея М. Гарньє, Париж
- Художник і модель, 1948
- Христа знімають з хреста

## Музей Бюффе
В сучасній Японії, де приділяють увагу знайомству з явищами в західноєвропейському мистецтві, створено персональний музей Бернара Бюффе у місті Сідзуока.